# Ómar Ingi Magnússon
Ómar Ingi Magnússon (Selfoss, 12 marzo 1997) è un pallamanista islandese, terzino destro del Magdeburgo e della nazionale islandese.

## Palmares

### Club

#### Competizioni nazionali
- Håndboldligaen: 2

Aalborg: 2018-19, 2019-20
- Coppa di Danimarca: 1

Aarhus: 2017-18
- Handball-Bundesliga: 2

Magdeburgo: 2021-22, 2023-24
- Deutscher Pokal: 1

Magdeburgo: 2023-24

#### Competizioni internazionali
- Champions League: 2

Magdeburgo: 2022-23, 2024-25
- European League: 1

Magdeburgo: 2020-21
- IHF Super Globe: 3

Magdeburgo: 2021, 2022, 2023

### Individuali
- Handball-Bundesliga:

- capocannoniere 2020-21 (274 reti)
- MVP 2021-22

- Campionato europeo maschile di pallamano 2022: capocannoniere (59 reti)